# Puyang (häradshuvudort i Kina)
Puyang (kinesiska: 浦阳, 浦阳街道) är en häradshuvudort i Kina. Den ligger i provinsen Zhejiang, i den östra delen av landet, omkring 92 kilometer söder om provinshuvudstaden Hangzhou. Antalet invånare är 97 852. Befolkningen består av 46 779 kvinnor och 51 073 män. Barn under 15 år utgör 16,0 %, vuxna 15-64 år 76 %, och äldre över 65 år 6,0 %.
Runt Puyang är det tätbefolkat, med 683 invånare per kvadratkilometer. Puyang är det största samhället i trakten. Trakten runt Puyang består till största delen av jordbruksmark.
Genomsnittlig årsnederbörd är 2 196 millimeter. Den regnigaste månaden är juni, med i genomsnitt 436 mm nederbörd, och den torraste är januari, med 75 mm nederbörd.